# Helen Gwynne-Vaughan
Dame Helen Charlotte Isabella Gwynne-Vaughan GBE, nata Fraser (Westminster, 21 gennaio 1879 – West Sussex (Storrington), 26 agosto 1967) è stata una botanica e micologa inglese.
Durante la prima guerra mondiale prestò servizio nel Women's Army Auxiliary Corps e poi come comandante della Royal Air Force Femminile (WRAF) dal 1918 al 1919. Durante la seconda guerra mondiale, dal 1939 al 1941, prestò servizio come Capo Controllore dell'Auxiliary Territorial Service (ATS).

## Primi anni di vita e formazione
Helen Charlotte Isabella Fraser nacque il 21 gennaio 1879 a Westminster, Londra, in Inghilterra. Era la figlia maggiore del capitano dell'esercito l'Onorevole Arthur Hay David Fraser (1852-1884, figlio di Alexander Fraser, 18º Signore di Saltoun) e Lucy Jane (morta nel 1939), figlia del maggiore Robert Duncan Fergusson, della Brigata Fucilieri e della Royal Ayrshire e della Milizia Wigton Rifle. Lucy Fraser era una scrittrice e una dama di compagnia aggiunta di HRH La Principessa Beatrice. Nel 1887, diventata vedova, si risposò con il diplomatico Francis Hay-Newton.
Per via della carriera del suo patrigno, Helen trascorse molta parte della sua giovinezza vivendo all'estero e fu educata principalmente dalle governanti. Dal 1895 al 1896 fu educata al Cheltenham Ladies' College, un collegio scolastico privato per sole ragazze a Cheltenham, Gloucestershire.
Nel 1899 frequentò la sezione delle donne del King's College London per preparare per gli esami di ammissione dell'Università di Oxford. Rimase tuttavia al King's College come una delle sue prime studentesse a studiare botanica e zoologia. Ricevette la Medaglia Carter nel 1902 e si laureò presso l'Università di Londra con una laurea in Bachelor of Science (BSc) nel 1904. Studiò anche sotto Margaret Jane Benson, capo del Dipartimento di Botanica al Royal Holloway College. Ricevette un Dottorato di Ricerca (DSc) nel 1907.

## Carriera

### Carriera accademica
Dopo aver completato la laurea, trascorse il 1904 lavorando come dimostratore per il micologo V. H. Blackman all'University College di Londra. Si trasferì al Royal Holloway College nel 1905 come dimostratrice della botanica Margaret Jane Benson. Fu promossa a professore associato nel 1906. Nel 1907 le fu assegnata una laurea D.Sc. per la sua ricerca sulla riproduzione fungina e fu nominata docente in botanica all'University College di Nottingham. Nel 1909 fu nominata capo del dipartimento di botanica al Birkbeck College di Londra. Dal 1917 al 1919 si prese una pausa dal mondo accademico per servire durante la prima guerra mondiale.
Nel 1920 fece domanda per il Regius Professor of Botany all'Università di Aberdeen. Non ebbe successo. Tornò invece al Birkbeck College e fu nominata professore di botanica nel 1921. Continuò i suoi studi sulla genetica fungina. Fu capo del dipartimento dal 1921 al 1939 e di nuovo dal 1941 al 1944. Si ritirò dal mondo accademico a tempo pieno nel 1944 e fu nominata professore emerito dall'Università di Londra.

### Il servizio militare
Nel 1917 fu nominata Controllore del Women's Army Auxiliary Corps in Francia, insieme a Mona Chalmers Watson, Capo Controllore del WAAC di Londra per il suo servizio; fu la prima donna a ricevere un DBE militare nel gennaio 1918. Servì con riluttanza come comandante della Royal Air Force Femminile (WRAF) dal settembre 1918 al dicembre 1919.
La Gwynne-Vaughan fu nominata per la prima volta Capo Controllore dell'Auxiliary Territorial Service (ATS) nel 1939. Questo era un ruolo che Mary Baxter Ellis aveva rifiutato poiché preferiva guidare la First Aid Nursing Yeomanry (FANY) come volontaria. Ellis accettò tuttavia di fornire 1500 donne perché prestasero servizio presso l'ATS, fintanto che il resto della FANY potesse essere indipendente. Ciò fu concordato ma la Gwynne-Vaughan ruppe l'accordo e costrinse la FANY ad essere assorbita. La Gwynne-Vaughan mantenne il ruolo fino al 1941.

## Meriti e riconoscimenti
Nelle Onorificenze per il Compleanno del Re del 1919, la Gwynne-Vaughan fu nominata Dama Commendatore dell'Ordine dell'Impero Britannico (DBE) "in riconoscimento degli illustri servizi resi durante la guerra" e le fu quindi concesso il titolo di Dama. Nelle onorificenze per il Compleanno del Re del 1929, fu promossa Dama di Gran Croce dell'Ordine dell'Impero Britannico (GBE) "per servizi pubblici e scientifici".
Fu eletta alla Linnean Society di Londra nel 1905 e le fu assegnata la Medaglia Trail nel 1920.
Nel 1928 fu presidente della British Mycological Society.
Le specie fungine chiamate in suo onore includono Palaeoendogone gwynne-vaughaniae e Pleurage gwynne-vaughaniae.
L'organismo pubblico English Heritage svelò una targa blu in onore di Gwynne-Vaughan nel marzo 2020, collocata sulla casa di Bedford Avenue a Bloomsbury a Londra, dove ha vissuto per quasi 50 anni.